# Janusz Szosland
Janusz Szosland (ur. 16 stycznia 1925 w Łodzi, zm. 1 stycznia 2015 tamże) – polski włókiennik, nauczyciel akademicki Politechniki Łódzkiej.

## Życiorys
Janusz Szosland był wychowywany przez swojego ojca Wacława, współorganizatora łódzkiego ruchu filatelistycznego.
Uczęszczał do Gimnazjum Miejskiego im. Józefa Piłsudskiego.
Jego edukacja gimnazjalna została przerwana w IV klasie w roku szkolnym 1939/1940 przez wojnę.
W wieku 15 lat został skierowany przez Arbeitsamt do przymusowej pracy, gdzie w ciężkich warunkach pracował po 12 godzin dziennie do końca wojny.
Jednak zamiłowanie do nauki pozostało – mimo dostępności podręczników tylko w języku niemieckim nadrobił zaległości i tuż po wyzwoleniu Łodzi w kwietniu 1945 roku złożył egzamin maturalny i uzyskał świadectwo dojrzałości w Liceum Ogólnokształcącym im. M. Kopernika w Łodzi.
W 1945 rozpoczął studia na Wydziale Mechanicznym, a następnie Wydziale Włókienniczym Politechniki Łódzkiej.
Studia ukończył w 1951.
W 1950 rozpoczął pracę na Wydziale Włókienniczym Politechniki Łódzkiej. W 1962 uzyskał stopień naukowy doktora, w 1966 stopień doktora habilitowanego, a w 1973 tytuł profesora nadzwyczajnego. W 1986 otrzymał tytuł profesora zwyczajnego.
W latach 1967–1970 pracował na stanowisku kierowniku Katedry Tkactwa, w latach 1970–1995 był dyrektorem Instytutu Mechanicznej Technologii Włókna. W okresie 1969–1975 pełnił funkcję dziekana Wydziału Włókienniczego. W 1995 przeszedł na emeryturę. Do 2000 pozostał wykładowcą Politechniki Łódzkiej.
Był promotorem 21 prac doktorskich.
Otrzymał tytuł „Doctor honoris causa” Moskiewskiej Akademii Tekstylnej (1979) oraz Politechniki Łódzkiej (1996).
Był założycielem Akademii Inżynierskiej w Polsce i honorowym prezesem Stowarzyszenia Włókienników Polskich, honorowym członkiem Łódzkiego Towarzystwa Naukowego oraz członkiem rady Oddziału Polskiej Akademii Nauk w Łodzi.
Był autorem 17 monografii, w tym 6 monografii książkowych, 165 rozpraw, artykułów naukowych, ponad 120 referatów i dwóch przekładów z zakresu mechanicznej technologii tekstyliów. Opracował dwa podręczniki akademickie.
Odznaczony Krzyżem Kawalerskim, Oficerskim, Komandorskim i Komandorskim z Gwiazdą Orderu Odrodzenia Polski, Medalem Komisji Edukacji Narodowej, Złotą Odznaką Stowarzyszenia Włókienników Polskich, Złotą Odznaką NOT. Laureat Nagrody Naukowej Miasta Łodzi, Nagrody Naukowej Łódzkiego Towarzystwa Naukowego. Zasłużony Nauczyciel PRL.
W 1980 zorganizował imprezę sportową pod nazwą „Textilcross”, która trwa do dziś i co roku gromadzi na starcie wielu biegaczy. Sam przebiegł ponad 21 tysięcy kilometrów.
Żonaty z Wandą Marią z d. Roszkowską, urodzoną w majątku na Wołyniu. Wanda Maria była okulistką, pracowała w Akademii Medycznej na stanowisku doc dr hab. w Klinice Okulistyki. Janusz miał z nią dwóch synów: prof. nadzw. PŁ dr. hab. inż. Andrzeja Szoslanda – kierownika Zakładu Pojazdów w Katedrze Pojazdów i Podstaw Budowy Maszyn Politechniki Łódzkiej i dr. hab. n. med. Konrada Szoslanda – pracownika Kliniki Endokrynologii i Chorób Metabolicznych w Instytucie Centrum Zdrowia Matki Polki w Łodzi. Po śmierci żony (1972 r) ponownie wstąpił w związek małżeński z Lidią Szosland.
Pochowany na Starym Cmentarzu w Łodzi, przy ul. Ogrodowej.